# Lingua ch'ol
La  lingua ch'ol è una lingua maya parlata in Messico, nello stato del Chiapas.

## Distribuzione geografica
Secondo i dati del censimento del 2010 effettuato dall'Instituto Nacional de Estadística y Geografía (INEGI), i locutori di ch'ol in Messico sono 222.051.

### Dialetti e lingue derivate
Esistono due dialetti ch'ol: quello di Tila e quello di Tumbalá.
Inizialmente ad entrambe le varianti era stato assegnato un codice ISO 639-3: cti per il ch'ol di Tila e ctu per il ch'ol di Tumbalá. Successivamente il codice cti è stato ritirato, ed entrambe le varianti sono state ricomprese sotto il codice ctu assegnato alla lingua ch'ol.

## Classificazione
Il ch'ol fa parte del gruppo delle lingue maya occidentali ed in particolare del sottogruppo ch'olano.  Al sottogruppo ch'olano appartiene anche la lingua ch'orti',  parlata da una popolazione dell'est del Guatemala.

## Sistema di scrittura
Per la scrittura viene usato l'alfabeto latino.